# Grand Prix automobile d'Italie 1951
GP précédent GP suivant
Le Grand Prix automobile d'Italie 1951 (XXII° Gran Premio d'Italia), disputé le 16 septembre 1951 sur le circuit de Monza, est la quatorzième épreuve du championnat du monde de Formule 1 courue depuis 1950 et la septième manche du championnat 1951.

## Contexte avant le Grand Prix

### Le championnat du monde
Avant-dernière épreuve du championnat, le Grand Prix d'Italie se déroule sept semaines après le Grand Prix d'Allemagne, qui a une nouvelle fois consacré la Scuderia Ferrari grâce à Alberto Ascari. L'équipe Alfa Romeo a néanmoins pu prendre sa revanche lors du Grand Prix de Bari, disputé le 2 septembre (hors championnat), où Juan Manuel Fangio a dominé les Ferrari, devançant son compatriote José Froilán González et Piero Taruffi qui a étrenné une toute nouvelle monoplace à moteur quatre cylindres, la 625 F1, modèle qui va servir de base à la future Ferrari 500 de formule 2.
Avant la course de Monza, Fangio est en tête du championnat avec dix points d'avance sur Ascari, et une victoire ici lui assurerait le titre mondial quel que soit le résultat de la dernière manche. Mais au vu de la compétitivité des Ferrari, Ascari a de bonnes chances de retarder cette échéance. Troisièmes du championnat, González et Farina peuvent encore prétendre au titre, mais doivent compter sur une contre-performance de Fangio pour rester en lice.

### Le circuit
Le rapide tracé de Monza, d'un développement de 6,3 km, est inchangé depuis 1948, année de sa réfection totale. En 1950, Juan Manuel Fangio avait tourné à 191,7 km/h de moyenne lors des essais qualificatifs. Avec les dernières évolutions apportées aux monoplaces italiennes (Alfa Romeo et Ferrari), on s'attend à des moyennes au tour approchant les 200 km/h.

## Monoplaces en lice
- Alfa Romeo 159 "Usine"

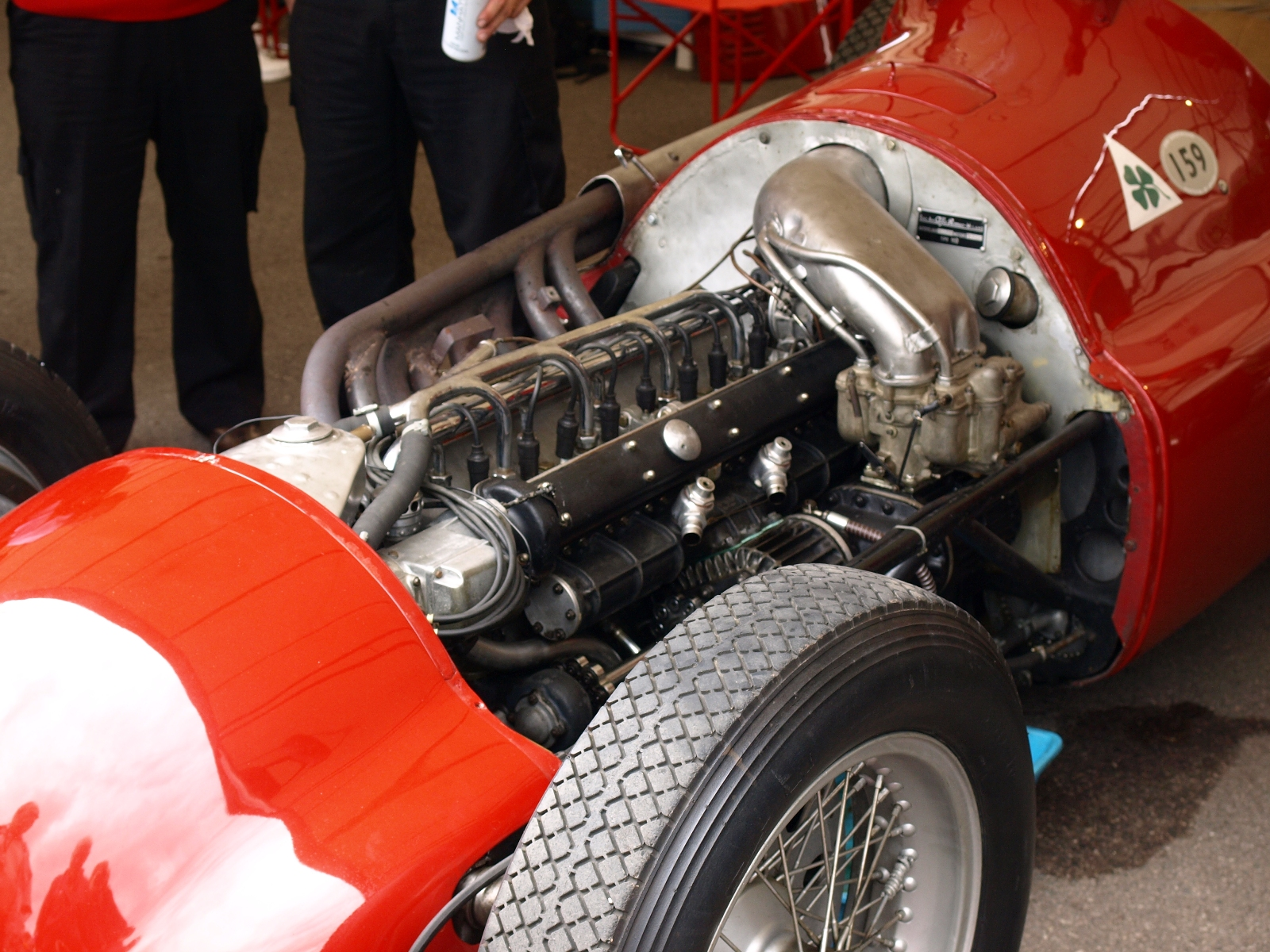
Le moteur de l'Alfetta développe désormais plus de 430 chevaux.

Quatre Alfetta ont été engagées par la marque milanaise, dont trois exemplaires 159M bénéficiant des toutes dernières évolutions moteur (on parle de 430 à 435 chevaux au banc) et de châssis renforcés. Ces modèles sont attribués à Juan Manuel Fangio, Giuseppe Farina et Felice Bonetto, le pilote essayeur Consalvo Sanesi étant engagé sur une 159 plus ancienne. Pilote suppléant, Emmanuel de Graffenried est également présent dans l'équipe.
- Ferrari 375 F1 "Usine"

La Scuderia Ferrari a amené cinq voitures, dont quatre bénéficiant d'une aérodynamique affinée pour ses pilotes habituels : Alberto Ascari, Luigi Villoresi, José Froilán González et Piero Taruffi. La cinquième, qui va être vendue au pilote brésilien Chico Landi, doit servir de voiture de réserve. Leur moteur V12 atmosphérique développe environ 380 chevaux au banc. Ces monoplaces sont pratiquement aussi rapides que les Alfa Romeo, mais leur sobriété leur confère un avantage en course : moins de charge de carburant, moins d'arrêts ravitaillements que leurs rivales. Un sixième châssis était initialement destiné au gentleman driver Giannino Marzotto, mais sa réalisation n'a pu être achevée à temps pour l'épreuve.
Au côté des pilotes "Usine", notons la présence du pilote suisse Rudi Fischer sur la Ferrari 212 de l'Écurie Espadon, du Britannique Peter Whitehead sur son ancienne 125 F1 à compresseur et de Chico Landi sur un modèle 500/625.
- BRM P15 "Usine"

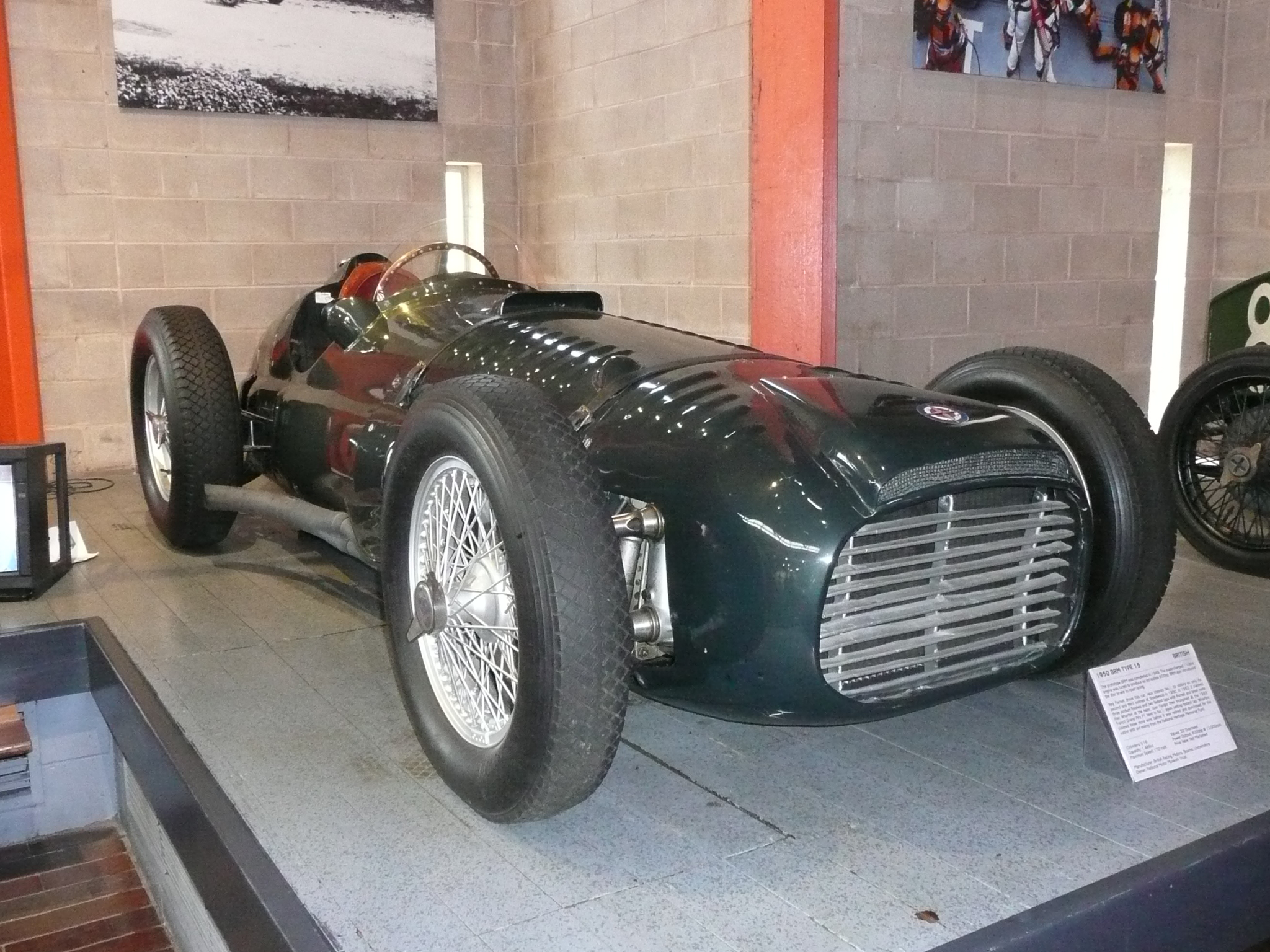
Deuxième apparition en championnat du monde pour la BRM Type 15.

Tout comme lors du Grand Prix de Grande-Bretagne, l'équipe britannique a engagé deux BRM Type 15, qui seront pilotées par Reg Parnell (cinquième à Silverstone sur cette voiture) et le pilote essayeur Ken Richardson, le pilote allemand Hans Stuck étant pilote de réserve. Ces modèles disposent d'un moteur V16 suralimenté d'une puissance de plus de 450 chevaux (500 chevaux à 10500 tr/min au banc), mais leur mise au point laisse encore à désirer.
- Simca-Gordini T15 "Usine"

On retrouve la même équipe qu'au Grand Prix d'Allemagne, avec trois T15 à moteur 4 cylindres suralimenté développant environ 150 chevaux, pour Maurice Trintignant, Robert Manzon et André Simon.
- OSCA 4500G "Usine"

La marque des frères Maserati effectue ici sa première apparition en championnat, avec une monoplace disposant d'un moteur V12 atmosphérique développant environ 300 chevaux. Deux voitures ont été engagées pour Louis Chiron et Franco Rol, mais seule la voiture de ce dernier est présente à Monza.
- Talbot-Lago T26C

La marque de Suresnes représente toujours une bonne partie du plateau grâce à ses pilotes privés. Six T26C sont présentes à Monza : Louis Rosier pilote une de ses deux monoplaces, la deuxième étant pour Louis Chiron dont l'O.S.C.A. n'est pas prête; comme au Nürburgring, Yves Giraud-Cabantous et Pierre Levegh pilotent leurs monoplaces personnelles, on retrouve également les deux monoplaces de couleur jaune de l'Écurie Belge (pour Johnny Claes) et de l'Écurie Belgique (pour Jacques Swaters).

## Coureurs inscrits

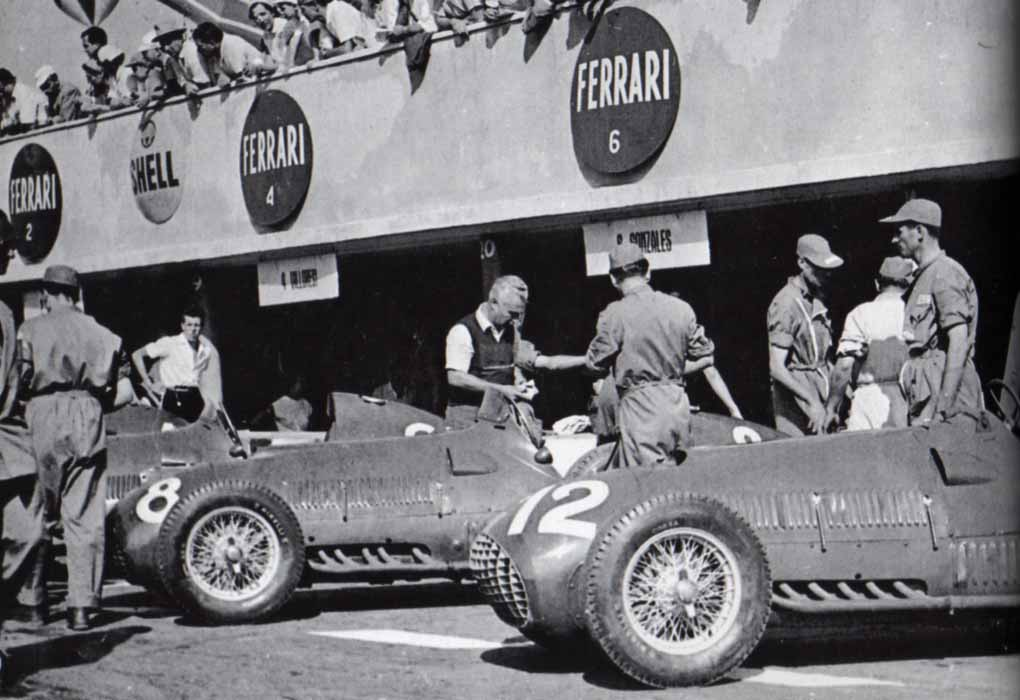
Les Ferrari 375 F1 dans les stands de Monza.

| no | Pilote                                  | Écurie                | Constructeur  | Modèle                         | N° châssis             | Moteur         | Pneumatiques |
| -- | --------------------------------------- | --------------------- | ------------- | ------------------------------ | ---------------------- | -------------- | ------------ |
| 2  | Alberto Ascari                          | Scuderia Ferrari      | Ferrari       | Ferrari 375 F1                 | 375/5                  | Ferrari V12    | P            |
| 4  | Luigi Villoresi                         | Scuderia Ferrari      | Ferrari       | Ferrari 375 F1                 | 375/6                  | Ferrari V12    | P            |
| 6  | José Froilán González                   | Scuderia Ferrari      | Ferrari       | Ferrari 375 F1                 | 375/7                  | Ferrari V12    | P            |
| 8  | Piero Taruffi                           | Scuderia Ferrari      | Ferrari       | Ferrari 375 F1                 | 375/4                  | Ferrari V12    | P            |
| 10 | Giannino Marzotto                       | Scuderia Ferrari      | Ferrari       | Ferrari 375 F1                 | 375/3                  | Ferrari V12    | P            |
| 12 | Chico Landi                             | Privé                 | Ferrari       | Ferrari 500/625 Ferrari 375 F1 | Ferrari L4 Ferrari V12 | 500/1 375/2    | P            |
| 14 | Rudi Fischer                            | Écurie Espadon        | Ferrari       | Ferrari 212                    | 110                    | Ferrari V12    | P            |
| 16 | Peter Whitehead                         | Privé                 | Ferrari       | Ferrari 125                    | 114                    | Ferrari V12s   | D            |
| 18 | Louis Rosier                            | Écurie Rosier         | Talbot-Lago   | Talbot-Lago T26C-DA            | 110 053                | Talbot L6      | D            |
| 20 | Louis Chiron                            | Écurie Rosier         | Talbot-Lago   | Talbot-Lago T26C               | 110 001                | Talbot L6      | D            |
| 22 | Pierre Levegh                           | Privé                 | Talbot-Lago   | Talbot-Lago T26C               | 110 005                | Talbot L6      | D            |
| 24 | Yves Giraud-Cabantous                   | Privé                 | Talbot-Lago   | Talbot-Lago T26C               | 110 009                | Talbot L6      | D            |
| 26 | Johnny Claes                            | Écurie Belge          | Talbot-Lago   | Talbot-Lago T26C-DA            | 110 052                | Talbot L6      | D            |
| 28 | Jacques Swaters                         | Écurie Belgique       | Talbot-Lago   | Talbot-Lago T26C               | 110 006                | Talbot L6      | D            |
| 30 | Reg Parnell                             | British Racing Motors | BRM           | BRM P15                        | 01                     | BRM V16s       | D            |
| 32 | Ken Richardson Hans Stuck               | British Racing Motors | BRM           | BRM P15                        | 02                     | BRM V16s       | D            |
| 34 | Nino Farina                             | Alfa Romeo SpA        | Alfa Romeo    | Alfa Romeo 159M                | 118                    | Alfa Romeo L8s | P            |
| 36 | Consalvo Sanesi Emmanuel de Graffenried | Alfa Romeo SpA        | Alfa Romeo    | Alfa Romeo 159                 | 113                    | Alfa Romeo L8s | P            |
| 38 | Juan Manuel Fangio                      | Alfa Romeo SpA        | Alfa Romeo    | Alfa Romeo 159M                | 119                    | Alfa Romeo L8s | P            |
| 40 | Felice Bonetto                          | Alfa Romeo SpA        | Alfa Romeo    | Alfa Romeo 159M                | 117                    | Alfa Romeo L8s | P            |
| 42 | Louis Chiron                            | OSCA Automobili       | O.S.C.A.      | OSCA 4500G                     | 4502                   | O.S.C.A. V12   | P            |
| 44 | Franco Rol                              | OSCA Automobili       | O.S.C.A.      | OSCA 4500G                     | 4501                   | O.S.C.A. V12   | P            |
| 46 | Robert Manzon                           | Equipe Gordini        | Simca-Gordini | Simca-Gordini T15              | 14-GC                  | Gordini L4s    | E            |
| 48 | André Simon                             | Equipe Gordini        | Simca-Gordini | Simca-Gordini T15              | 11-GC                  | Gordini L4s    | E            |
| 50 | Maurice Trintignant                     | Equipe Gordini        | Simca-Gordini | Simca-Gordini T15              | 12-GC                  | Gordini L4s    | E            |

## Qualifications
Trois séances qualificatives sont prévues. Dès le début des essais, Consalvo Sanesi est victime d'un début d'incendie lors d'un ravitaillement en carburant de son Alfa Romeo. Assez sérieusement brûlé dans le dos, il est remplacé par Emmanuel de Graffenried.
La première séance d'essais est dominée par les Ferrari d'Alberto Ascari et José Froilán González, qui se montrent plus rapides que les nouvelles versions des Alfetta pilotées par Juan Manuel Fangio, Nino Farina et Felice Bonetto. Malgré leur puissance élevée, les BRM ne peuvent contester la suprématie des monoplaces italiennes. Comme à l'accoutumée les Talbot et Simca-Gordini sont nettement surclassées; chez Gordini, Jean Behra (bien que non inscrit), remplace d'ailleurs Maurice Trintignant, malade, qui n'a effectué que quelques tours. La nouvelle O.S.C.A., qui effectue ici ses débuts en championnat, pilotée par Franco Rol, est également bien loin de pouvoir rivaliser avec les favoris.
La deuxième séance, disputée sous la pluie, n'apporte pas de modification significative de la hiérarchie, Ascari se montrant à nouveau le plus rapide. À noter toutefois la belle performance des pilotes Gordini sur le mouillé, Robert Manzon et Jean Behra réalisant les quatrième et cinquième temps de cette séance.
C'est lors de la dernière session des qualifications que les ténors d'Alfa Romeo, très assidus, vont enfin exploiter toute la puissance de leurs modèles améliorés, Fangio et Farina s’emparant des deux premières places sur la grille. Réalisant 1 min 53 s 2, Fangio a dépassé les 200 km/h de moyenne au tour, une première sur ce tracé. González et Ascari complètent la première ligne, devant leurs coéquipiers Luigi Villoresi et Piero Taruffi. Les deux pilotes BRM se qualifient huitième (Reg Parnell) et dixième (Ken Richardson), mais ce dernier va se voir refuser l'autorisation de courir, faute de licence internationale. C'est le pilote allemand Hans Stuck qui va prendre sa place dans l'équipe anglaise.

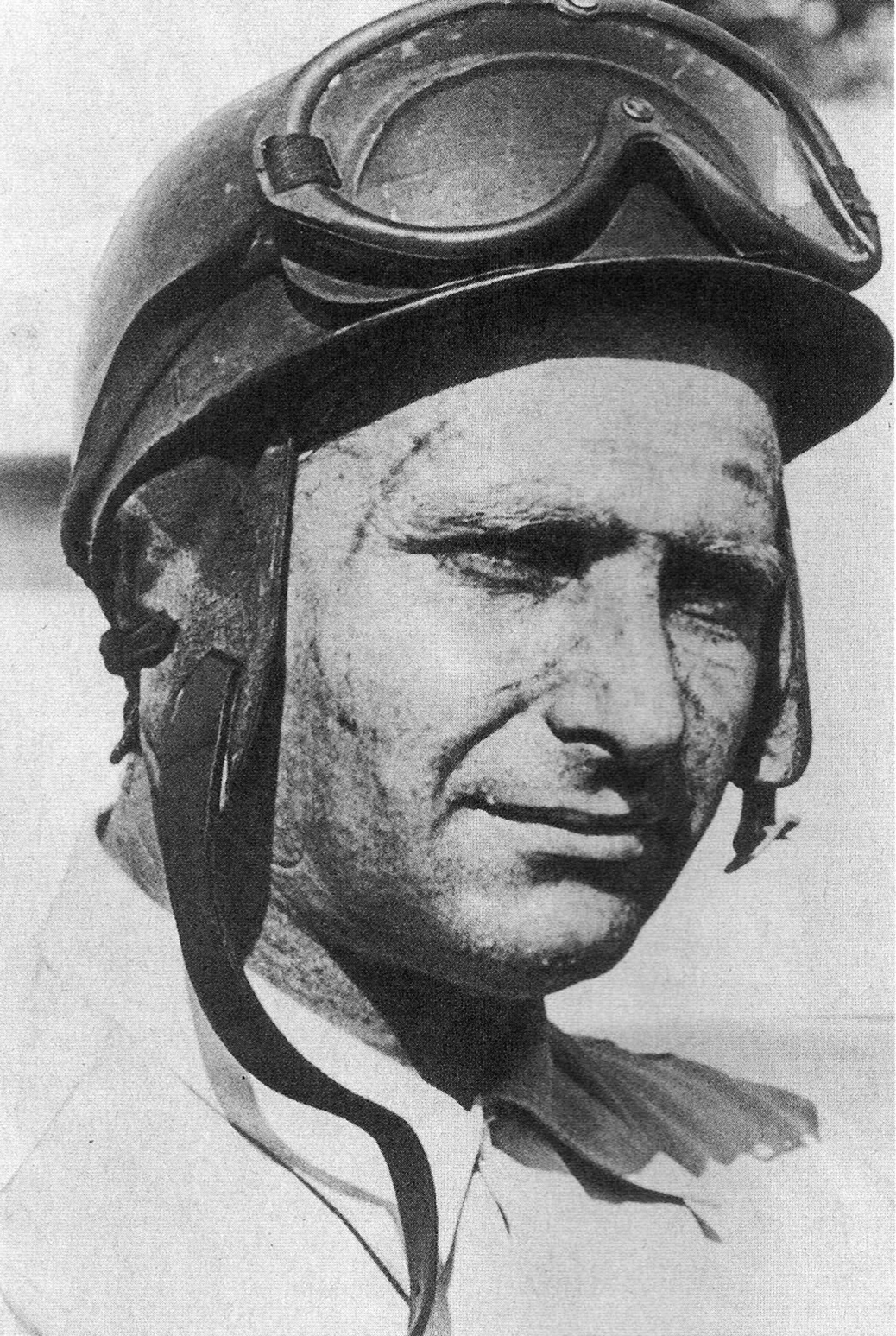
Nouvelle pole position pour le pilote argentin Juan Manuel Fangio, la quatrième cette saison.

| Pos. | no | Pilote                         | Écurie        | Temps        | Écart    | Note                                                                               |
| ---- | -- | ------------------------------ | ------------- | ------------ | -------- | ---------------------------------------------------------------------------------- |
| 1    | 38 | Juan Manuel Fangio             | Alfa Romeo    | 1 min 53 s 2 |          | temps réalisé lors de la troisième séance                                          |
| 2    | 34 | Nino Farina                    | Alfa Romeo    | 1 min 53 s 9 | + 0 s 7  |                                                                                    |
| 3    | 2  | Alberto Ascari                 | Ferrari       | 1 min 55 s 1 | + 1 s 9  |                                                                                    |
| 4    | 6  | José Froilán González          | Ferrari       | 1 min 55 s 9 | + 2 s 7  |                                                                                    |
| 5    | 4  | Luigi Villoresi                | Ferrari       | 1 min 57 s 9 | + 4 s 7  |                                                                                    |
| 6    | 8  | Piero Taruffi                  | Ferrari       | 1 min 58 s 2 | + 5 s 0  |                                                                                    |
| 7    | 40 | Felice Bonetto                 | Alfa Romeo    | 1 min 58 s 3 | + 5 s 1  |                                                                                    |
| 8    | 30 | Reg Parnell                    | BRM           | 2 min 02 s 2 | + 9 s 0  |                                                                                    |
| 9    | 36 | Emmanuel de Graffenried        | Alfa Romeo    | 2 min 05 s 2 | + 12 s 0 |                                                                                    |
| 10   | 32 | Ken Richardson                 | BRM           | 2 min 05 s 6 | + 12 s 4 |                                                                                    |
| 11   | 48 | André Simon                    | Simca-Gordini | 2 min 08 s 0 | + 14 s 8 |                                                                                    |
| 12   | 50 | Maurice Trintignant Jean Behra | Simca-Gordini | 2 min 08 s 9 | + 15 s 7 | pilote brièvement en première séance remplace (officieusement) Trintignant, malade |
| 13   | 46 | Robert Manzon                  | Simca-Gordini | 2 min 09 s 0 | + 15 s 8 |                                                                                    |
| 14   | 24 | Yves Giraud-Cabantous          | Talbot-Lago   | 2 min 09 s 3 | + 16 s 1 |                                                                                    |
| 15   | 18 | Louis Rosier                   | Talbot-Lago   | 2 min 10 s 8 | + 17 s 6 |                                                                                    |
| 16   | 12 | Chico Landi                    | Ferrari       | 2 min 11 s 2 | + 18 s 0 | temps réalisé sur le mulet de la Scuderia Ferrari (375 F1)                         |
| 17   | 20 | Louis Chiron                   | Talbot-Lago   | 2 min 12 s 1 | + 18 s 9 |                                                                                    |
| 18   | 44 | Franco Rol                     | O.S.C.A.      | 2 min 13 s 4 | + 20 s 2 |                                                                                    |
| 19   | 16 | Peter Whitehead                | Ferrari       | 2 min 16 s 2 | + 23 s 0 |                                                                                    |
| 20   | 22 | Pierre Levegh                  | Talbot-Lago   | 2 min 16 s 5 | + 23 s 3 |                                                                                    |
| 21   | 26 | Johnny Claes                   | Talbot-Lago   | 2 min 18 s 6 | + 25 s 4 |                                                                                    |
| 22   | 28 | Jacques Swaters                | Talbot-Lago   | 2 min 18 s 8 | + 25 s 6 |                                                                                    |

## Grille de départ du Grand Prix
| 1re ligne | Pos. 1                                 |  | Pos. 2                             |  | Pos. 3                            |  | Pos. 4                            |
|           | Fangio Alfa Romeo 1 min 53 s 2         |  | Farina Alfa Romeo 1 min 53 s 9     |  | Ascari Ferrari 1 min 55 s 1       |  | González Ferrari 1 min 55 s 9     |
| 2e ligne  | Pos. 5                                 |  | Pos. 6                             |  | Pos. 7                            |  | Pos. 8                            |
|           | Villoresi Ferrari 1 min 57 s 9         |  | Taruffi Ferrari 1 min 58 s 2       |  | Bonetto Alfa Romeo 1 min 58 s 3   |  | Emplacement vide                  |
| 3e ligne  | Pos. 9                                 |  | Pos. 10                            |  | Pos. 11                           |  | Pos. 12                           |
|           | De Graffenried Alfa Romeo 2 min 05 s 2 |  | Emplacement vide                   |  | Simon Simca-Gordini 2 min 08 s 0  |  | Behra* Simca-Gordini 2 min 08 s 9 |
| 4e ligne  | Pos. 13                                |  | Pos. 14                            |  | Pos. 15                           |  | Pos. 16                           |
|           | Manzon Simca-Gordini 2 min 09 s 0      |  | Cabantous Talbot-Lago 2 min 09 s 3 |  | Rosier Talbot-Lago 2 min 10 s 8   |  | Landi Ferrari 2 min 11 s 2        |
| 5e ligne  | Pos. 17                                |  | Pos. 18                            |  | Pos. 19                           |  | Pos. 20                           |
|           | Chiron Talbot-Lago 2 min 12 s 1        |  | Rol O.S.C.A. 2 min 13 s 4          |  | P. Whitehead Ferrari 2 min 16 s 2 |  | Levegh Talbot-Lago 2 min 16 s 5   |
| 6e ligne  |                                        |  | Pos. 21                            |  | Pos. 22                           |  |                                   |
|           |                                        |  | Claes Talbot-Lago 2 min 18 s 6     |  | Swaters Talbot-Lago 2 min 18 s 8  |  |                                   |

- Sur la Simca-Gordini n°50, qualifiée douzième, Jean Behra prend le départ en lieu et place de Maurice Trintignant, malade. Ce changement n'ayant pas été notifié aux organisateurs, c'est officiellement Trintignant qui est au départ[10].
- Forfait des BRM de Reg Parnell et Ken Richardson, respectivement qualifiés huitième et dixième, à la suite de casses mécaniques lors des ultimes entraînements[4] ; leurs emplacements en deuxième et troisième ligne sont restés vacants.

## Déroulement de la course
Sur les vingt-deux voitures qualifiées, seules vingt sont alignées sur la grille, l'équipe BRM ayant déclaré forfait en fin de matinée à la suite de problèmes de boîte de vitesses. Maurice Trintignant n'étant pas rétabli au moment du départ, Jean Behra le remplace au volant de la Simca-Gordini numéro 50. Tout comme lors des qualifications, Amédée Gordini s'est gardé de notifier ce remplacement aux organisateurs afin de pouvoir toucher l'intégralité de la prime de départ, Behra ne faisant pas partie de la liste des pilotes inscrits. Seules les Talbot pourront effectuer la distance sans ravitailler en carburant. Les voraces Alfa Romeo vont devoir s'arrêter deux fois pour embarquer leurs trois cents litres de méthanol. Chez Ferrari, deux arrêts sont également prévus, mais, avec des réservoirs d'environ deux cents litres, les ravitaillements seront bien plus rapides.
Le départ de la course est donné à 14 h 30. Il fait chaud lorsque les vingt pilotes s'élancent. Les Alfa Romeo de Juan Manuel Fangio et Giuseppe Farina prennent l'avantage, et s'extraient de la Curva Grande devant les Ferrari de José Froilán González et Alberto Ascari. Ce dernier, après un départ hésitant, compte une centaine de mètres de retard, mais se ressaisit aussitôt et déborde rapidement son coéquipier, puis l'Alfetta de Farina à la fin du premier tour. Au troisième passage devant les stands, il est revenu au niveau de Fangio, qu'il double au début du quatrième tour. Rapidement victime d'ennuis de moteur (fuite d'huile), Farina ne peut se mêler longtemps à la lutte en tête : il doit effectuer un premier arrêt au stand à la fin du cinquième tour, repart attardé pour seulement deux boucles avant de devoir se retirer. C'est déjà le second abandon pour Alfa Romeo, Emmanuel de Graffenried s'étant retiré dès son deuxième tour, compresseur bloqué !

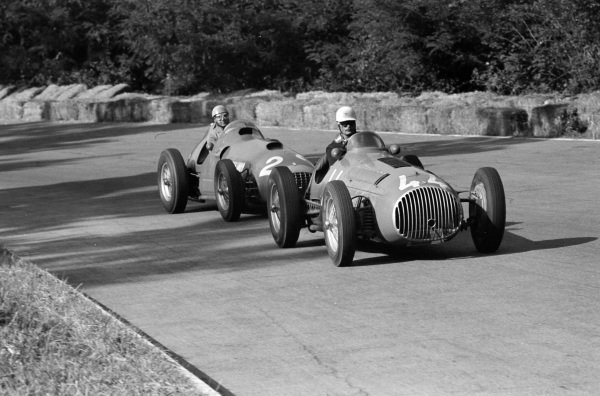
L'OSCA de Franco Rol, attardée, sur le point d'être doublée par la Ferrari 375 d'Alberto Ascari, le futur vainqueur.

Pendant quelques boucles Ascari et Fangio roulent roues dans roues, le pilote argentin reprenant l'avantage au cours du huitième tour. Fangio parvient à se construire une petite avance, mais l'éclatement d'un pneu avant au cours du quatorzième tour l'oblige à rentrer au stand, permettant à Ascari de reprendre la tête devant ses coéquipiers González et Villoresi. L'arrêt de Fangio lui coûte quatre places, il repart cinquième derrière son coéquipier Felice Bonetto. Ce dernier s'empare bientôt de la troisième place, Villoresi ayant effectué un bref arrêt pour faire remplacer un pneu. Fangio regagne du terrain, il dépasse Villoresi lors du dix-huitième tour, Bonetto au suivant, se retrouvant troisième, à plus d'une minute toutefois d'Ascari et González qui contrôlent la course. Fangio ne s'avoue pas vaincu et parvient à réduire l'écart sur les deux leaders, mais doit effectuer son premier ravitaillement au vingt-septième tour. González et Bonetto effectuent le leur deux rondes plus tard, Farina en profite pour reprendre le volant de l'Alfa Romeo de son compatriote; il repart en quatrième position derrière Fangio. Cinq tours plus tard, c'est au tour d'Ascari de ravitailler, l'arrêt dure une trentaine de secondes et le leader de la course repart avec une marge confortable sur ses poursuivants. En troisième position, Fangio revient sur González, mais son moteur ne va pas résister à cette chasse, et un piston cassé l'oblige à renoncer juste avant la mi-course.
Ascari compte alors une minute et demie sur son coéquipier González, et sauf incident ne peut plus être rejoint. Sur l'unique Alfetta restant en lice, Farina est troisième à près d'une minute de la seconde Ferrari. Demandant le maximum à sa machine, il va remonter au rythme de trois secondes par tour sur le pilote argentin qui semble en difficulté. Au cinquante-cinquième passage il a réduit l'écart à seulement sept secondes, mais son deuxième arrêt ravitaillement annihile ses efforts, à cause d'un changement de roue problématique. González quant à lui effectue son deuxième arrêt en une trentaine de secondes, ayant à nouveau une minute d'avance sur Farina. En tête, Ascari est hors de portée, mais Farina entend bien profiter de la baisse de régime de González (ennuis de moteur) pour lui ravir la seconde place. Il s'en rapproche à nouveau, battant le record du tour à plus de 195 km/h de moyenne, mais alors qu'il est revenu à moins de trente secondes une fuite d'essence (réservoir crevé) l'oblige à un troisième arrêt au stand. González préserve ainsi sa deuxième position, la course s'achève sur un doublé Ferrari, avec une nouvelle victoire d'Ascari qui revient à seulement deux points de Fangio au classement du championnat du monde. Farina pour sa part a finalement conservé sa troisième place, sur la voiture de Bonetto, devant les deux autres Ferrari de Villoresi et Taruffi, qui terminent assez loin, ayant été retardées par des crevaisons en début d'épreuve.

### Classements intermédiaires
Classements intermédiaires des monoplaces aux premier, cinquième, dixième, vingtième, trentième, quarantième et soixante-cinquième tours.

### Classement de la course

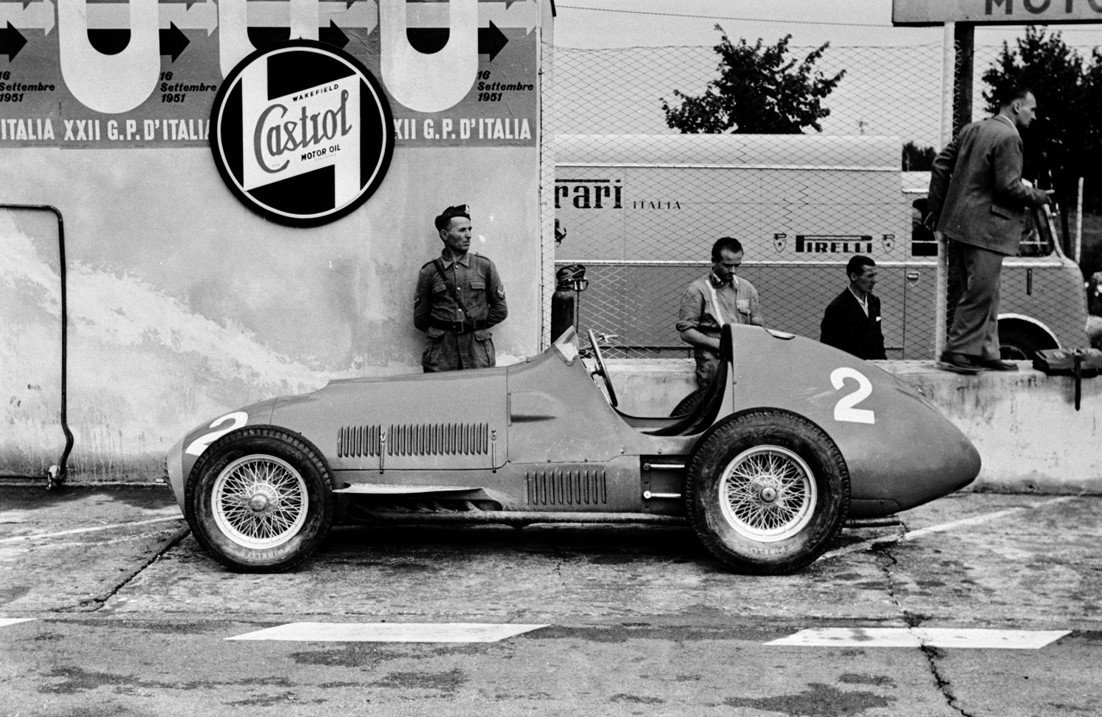
Nouvelle victoire pour la Ferrari 375 F1, la troisième consécutive en championnat.

| Pos. | no | Pilote                     | Voiture       | Tours | Temps/Abandon                  | Grille | Points | Note                                                                                      |
| ---- | -- | -------------------------- | ------------- | ----- | ------------------------------ | ------ | ------ | ----------------------------------------------------------------------------------------- |
| 1    | 2  | Alberto Ascari             | Ferrari       | 80    | 2 h 42 min 39 s 3              | 3      | 8      |                                                                                           |
| 2    | 6  | José Froilán González      | Ferrari       | 80    | 2 h 43 min 23 s 9 (+ 44 s 6)   | 4      | 6      |                                                                                           |
| 3    | 40 | Felice Bonetto Nino Farina | Alfa Romeo    | 79    | 2 h 42 min 53 s 5 (+ 1 tour)   | 7      | 2 3    | Farina relaie Bonetto à la fin du vingt-neuvième tour                                     |
| 4    | 4  | Luigi Villoresi            | Ferrari       | 79    | 2 h 44 min 21 s 6 (+ 1 tour)   | 5      | 3      |                                                                                           |
| 5    | 8  | Piero Taruffi              | Ferrari       | 78    | 2 h 43 min 17 s 9 (+ 2 tours)  | 6      | 2      |                                                                                           |
| 6    | 48 | André Simon                | Simca-Gordini | 74    | 2 h 43 min 39 s 2 (+ 6 tours)  | 11     |        |                                                                                           |
| 7    | 18 | Louis Rosier               | Talbot-Lago   | 73    | 2 h 42 min 44 s 5 (+ 7 tours)  | 15     |        |                                                                                           |
| 8    | 24 | Yves Giraud-Cabantous      | Talbot-Lago   | 72    | 2 h 43 min 53 s 3 (+ 8 tours)  | 14     |        |                                                                                           |
| 9    | 44 | Franco Rol                 | O.S.C.A.      | 67    | 2 h 42 min 46 s 0 (+ 13 tours) | 18     |        |                                                                                           |
| Abd. | 38 | Juan Manuel Fangio         | Alfa Romeo    | 39    | Moteur                         | 1      |        |                                                                                           |
| Abd. | 50 | Jean Behra                 | Simca-Gordini | 29    | Moteur                         | 12     |        | voiture officiellement pilotée par Maurice Trintignant                                    |
| Abd. | 46 | Robert Manzon              | Simca-Gordini | 29    | Moteur                         | 13     |        |                                                                                           |
| Abd. | 20 | Louis Chiron               | Talbot-Lago   | 23    | Allumage                       | 17     |        |                                                                                           |
| Abd. | 22 | Pierre Levegh              | Talbot-Lago   | 9     | Moteur                         | 20     |        |                                                                                           |
| Abd. | 28 | Jacques Swaters            | Talbot-Lago   | 7     | Surchauffe moteur              | 22     |        |                                                                                           |
| Abd. | 34 | Nino Farina                | Alfa Romeo    | 6     | Moteur                         | 2      |        |                                                                                           |
| Abd. | 26 | Johnny Claes               | Talbot-Lago   | 4     | Pompe à huile                  | 21     |        |                                                                                           |
| Abd. | 36 | Toulo de Graffenried       | Alfa Romeo    | 1     | Compresseur                    | 9      |        |                                                                                           |
| Abd. | 16 | Peter Whitehead            | Ferrari       | 1     | Magnéto                        | 19     |        |                                                                                           |
| Abd. | 12 | Chico Landi                | Ferrari       | 0     | Transmission                   | 16     |        |                                                                                           |
| Np.  | 30 | Reg Parnell                | BRM           | 0     | Non partant                    | 8      |        | forfait de BRM (problème de boîte de vitesses)                                            |
| Np.  | 32 | Ken Richardson Hans Stuck  | BRM           | 0     | Non partant                    | 10     |        | non autorisé à partir - remplacé par Hans Stuck forfait de BRM (boîte de vitesses cassée) |

Légende :
- Abd.= Abandon

### Pole position et record du tour
- Pole position :  Juan Manuel Fangio en 1 min 53 s 2 (vitesse moyenne : 200,353 km/h). Temps réalisé lors de la troisième séance d'essais[10].
- Meilleur tour en course :  Giuseppe Farina en 1 min 56 s 5 (vitesse moyenne : 194,678 km/h) au soixante-quatrième tour.

### Tours en tête
- Juan Manuel Fangio : 9 tours (1-3 / 8-13)
- Alberto Ascari : 71 tours (4-7 / 14-80)

## Classement général à l'issue de la course
| Pos. | Pilote                  | Écurie         | Points  | SUI | 500 | BEL  | FRA | GBR  | ALL | ITA | ESP |
| ---- | ----------------------- | -------------- | ------- | --- | --- | ---- | --- | ---- | --- | --- | --- |
| 1    | Juan Manuel Fangio      | Alfa Romeo     | 27 (28) | 9*  | -   | (1*) | 5*  | 6    | 7*  | -   |     |
| 2    | Alberto Ascari          | Ferrari        | 25      | -   | -   | 6    | 3   | -    | 8   | 8   |     |
| 3    | José Froilán González   | Ferrari        | 21      | -   | -   | -    | 3   | 8    | 4   | 6   |     |
| 4    | Giuseppe Farina         | Alfa Romeo     | 17 (18) | 4   | -   | 8    | 2   | (1*) | -   | 3*  |     |
| 5    | Luigi Villoresi         | Ferrari        | 15 (18) | -   | -   | 4    | 4   | 4    | 3   | (3) |     |
| 6    | Piero Taruffi           | Ferrari        | 10      | 6   | -   | -    | -   | -    | 2   | 2   |     |
| 7    | Lee Wallard             | Kurtis Kraft   | 9       | -   | 9*  | -    | -   | -    | -   | -   |     |
| 8    | Mike Nazaruk            | Kurtis Kraft   | 6       | -   | 6   | -    | -   | -    | -   | -   |     |
| 9    | Felice Bonetto          | Alfa Romeo     | 5       | -   | -   | -    | -   | 3    | -   | 2   |     |
|      | Reg Parnell             | Ferrari & BRM¹ | 5       | -   | -   | -    | 3   | 2¹   | -   | -   |     |
| 11   | Luigi Fagioli           | Alfa Romeo     | 4       | -   | -   | -    | 4   | -    | -   | -   |     |
| 12   | Consalvo Sanesi         | Alfa Romeo     | 3       | 3   | -   | -    | -   | -    | -   | -   |     |
|      | Andy Linden             | Sherman        | 3       | -   | 3   | -    | -   | -    | -   | -   |     |
|      | Louis Rosier            | Talbot-Lago    | 3       | -   | -   | 3    | -   | -    | -   | -   |     |
| 15   | Jack McGrath            | Kurtis Kraft   | 2       | -   | 2   | -    | -   | -    | -   | -   |     |
|      | Manny Ayulo             | Kurtis Kraft   | 2       | -   | 2   | -    | -   | -    | -   | -   |     |
|      | Emmanuel de Graffenried | Alfa Romeo     | 2       | 2   | -   | -    | -   | -    | -   | -   |     |
|      | Bobby Ball              | Schroeder      | 2       | -   | 2   | -    | -   | -    | -   | -   |     |
|      | Yves Giraud-Cabantous   | Talbot-Lago    | 2       | -   | -   | 2    | -   | -    | -   | -   |     |

- attribution des points : 8, 6, 4, 3, 2 respectivement aux cinq premiers de chaque épreuve et 1 point supplémentaire pour le pilote ayant accompli le meilleur tour en course (signalé par un astérisque)
- Seuls les quatre meilleurs résultats sont comptabilisés. Juan Manuel Fangio doit donc décompter le point acquis en Belgique, totalisant vingt-sept points effectifs pour vingt-huit points marqués; de même, Giuseppe Farina doit décompter le point acquis en Grande Bretagne et Luigi Villoresi n'augmente pas son score à l'issue de l'épreuve italienne.
- Le règlement permet aux pilotes de se relayer sur une même voiture, les points éventuellement acquis étant alors partagés. Jack McGrath et Manny Ayulo marquent chacun deux points pour leur troisième place à Indianapolis, Luigi Fagioli et Juan Manuel Fangio marquent chacun quatre points pour leur victoire en France, José Froilán González et Alberto Ascari marquent chacun trois points pour leur seconde place en France, Felice Bonetto et Giuseppe Farina marquent chacun deux points pour leur troisième place en Italie.
- Le titre mondial va se jouer entre Fangio et Ascari lors de la dernière épreuve à Barcelone, González gardant toutefois une petite chance de l'emporter à condition qu'il gagne, s'attribue le record du tour et qu'aucun des deux favoris ne termine second !

## À noter
- 2e victoire en championnat du monde pour Alberto Ascari.
- 3e victoire en championnat du monde pour Ferrari en tant que constructeur.
- 3e victoire en championnat du monde pour Ferrari en tant que motoriste.
- Voiture copilotée : no 40 ; Felice Bonetto (29 tours) puis Giuseppe Farina (50 tours). Ils se partagent les quatre points de la troisième place. Farina reçoit 1 point supplémentaire pour le tour le plus rapide. Farina cassa le moteur de sa monoplace au sixième tour et reprit la voiture de Bonetto à la fin du vingt-neuvième tour.
- 1er Grand Prix de championnat du monde pour Jean Behra, mais cette participation n'est pas officiellement reconnue, Behra ayant piloté incognito la Simca-Gordini attribuée à Maurice Trintignant.